# NGC 5986
NGC 5986 (również GCL 37 lub ESO 329-SC18) – gromada kulista znajdująca się w gwiazdozbiorze Wilka. Odkrył ją James Dunlop 10 maja 1826 roku. Jest położona w odległości ok. 33,9 tys. lat świetlnych od Słońca oraz 15,7 tys. lat świetlnych od centrum Galaktyki.